# 자일로글루칸
자일로글루칸(Xyloglucan)은 β-D-글루코스 잔기와 자일로스, 갈락토스, 혹은 푸코스를 포함하는 짧은 곁사슬의 골격을 갖는 헤미셀룰로스로 대부분의 식물의 1차 세포벽에서 가장 풍부하게 존재한다.